# تزانیس تزانتاکیس
تزانیس تزانتاکیس (یونانی: Τζαννής Τζαννετάκης؛ ۱۳ سپتامبر ۱۹۲۷ – ۱ آوریل ۲۰۱۰) یک سیاست‌مدار و دیپلمات اهل یونان بود.